# Pleucadeuc
Pleucadeuc è un comune francese di 1 883 abitanti situato nel dipartimento del Morbihan nella regione della Bretagna.

## Società

### Evoluzione demografica
Abitanti censiti